# Bram Welten
Bram Welten (Tilburg, 29 maart 1997) is een Nederlands wielrenner die sinds 2024 voor de ploeg Team dsm-firmenich PostNL uitkomt. Welten is een neef van collega-renners Boy en Danny van Poppel.

## Carrière
In 2015 won Welten de juniorenversie van Parijs-Roubaix, Le Pavé de Roubaix, door met een voorsprong van twee seconden op Pascal Eenkhoorn over de eindstreep te komen. In Groot-Brittannië viel Welten op en in 2018 werd hij prof bij Team Fortuneo-Samsic. Pas in 2024 startte Welten in zijn eerste grote ronde. Echter, wegens ziekte stapte Welten al na de derde etappe van de Ronde van Italië af.

## Overwinningen
2014
Punten- en jongerenklassement Driedaagse van Axel
2015
Guido Reybrouck Classic
Parijs-Roubaix, Junioren
3e etappe Driedaagse van Axel
Omloop der Vlaamse Gewesten
2016
1e etappe Triptyque des Monts et Châteaux
2017
1e etappe Ronde van Bretagne
Grand Prix Criquielion
2021
Ronde van de Vendée

### Resultaten in voornaamste wedstrijden
| Jaar | Ronde van Italië | Ronde van Frankrijk | Ronde van Spanje |
| ---- | ---------------- | ------------------- | ---------------- |
| 2017 |                  |                     |                  |
| 2018 |                  |                     |                  |
| 2019 |                  |                     |                  |
| 2020 |                  |                     |                  |
| 2021 |                  |                     |                  |
| 2022 |                  |                     |                  |
| 2023 |                  |                     |                  |
| 2024 | opgave           | buiten tijd         |                  |
| 2025 | opgave           |                     |                  |

| Jaar | Gent-Wevelgem | Parijs-Roubaix | Scheldeprijs | Parijs-Tours |
| ---- | ------------- | -------------- | ------------ | ------------ |
| 2017 |               |                |              | 94e          |
| 2018 |               | opgave         | 9e           | 84e          |
| 2019 |               | opgave         |              |              |
| 2020 |               |                |              | 84e          |
| 2021 | opgave        | 42e            | opgave       |              |
| 2022 |               | 73e            |              |              |
| 2023 |               |                |              |              |
| 2024 |               |                | 71e          |              |
| 2025 |               |                |              |              |

## Ploegen
- 2017 –  BMC Racing Team (stagiair vanaf 1 augustus)
- 2018 –  Team Fortuneo-Samsic
- 2019 –  Arkéa-Samsic
- 2020 –  Arkéa-Samsic
- 2021 –  Arkéa-Samsic
- 2022 –  Groupama-FDJ
- 2023 –  Groupama-FDJ
- 2024 –  Team dsm-firmenich PostNL
- 2025 –  Team dsm-firmenich PostNL

Bohli · Bookwalter · Caruso · De Marchi · Dennis · Dillier · Drucker · Elmiger · Frankiny · Gerts · Hermans · Küng · Moinard · Oss · Porte · Quinziato · Roche · Rosskopf · Sánchez · Schär · Scotson · Senni · Teuns · Van Avermaet  · van Garderen · Van Hooydonck · Ventoso · Vliegen · Wyss · Müller (stagiair) · Welten (stagiair)
Barguil · Bonnamour · Bouet · Carbel · Daniel · Delaplace · Feillu · Fonseca · Gérard · Gesbert · Hardy · Jarrier · Le Roux · Ledanois · Lunke · Maison · Moinard · Périchon · Pichon · Russo · Vachon · Welten
Barguil · Bonnamour · Bouet · Daniel · Delaplace · Feillu · Gesbert · Greipel · Guernalec · Hardy · Jarrier · Le Roux · Ledanois · Maison · Moinard · Pichon · Riou · Russo · Swift (vanaf 10 mei) · Vachon · Wagner · Welten · Doleatto (stagiair) · Jarnet (stagiair) · Lecamus-Lambert (stagiair)
Anacona · Barguil · Bonnamour · Boudat · Bouet · Bouhanni · Declercq · Delaplace · Gesbert · Grondin · Guernalec · Hardy · Jarrier · Le Roux · Ledanois · Louvel · McLay · Noppe · Owsian · Pichon · D. Quintana · N. Quintana · Riou · Rosa · Russo · Swift · Vachon · Welten · Lecamus-Lambert (stagiair) · Vauquelin (stagiair)
Armirail · Askey · Badilatti · Davy · Démare · Duchesne · Gaudu · Geniets · Guarnieri · Konovalovas · Küng   · Ladagnous · Le Gac · Lienhard · Ludvigsson · Madouas · Molard · Pacher · Penhoët (vanaf 1/8) · Pinot · Reichenbach · Roux · Scotson · Sinkeldam · Stewart · Storer · Valter · van den Berg · Welten
Armirail · Askey · Davy · Démare (tot 31/7) · Gaudu · Geniets · Germani · Grégoire · Konovalovas · Küng · Ladagnous · Le Gac · Lienhard · Madouas · Martinez · Molard · Pacher · Paleni · Penhoët · Pinot · Pithie · Scotson · Stewart · Storer · Thompson · van den Berg · Watson · Welten
Andresen · Bardet · Barguil · Van den Berg · Bevin · Bittner · Van den Broek · Combaud · Degenkolb · Dinham · Eddy · Edmondson · Eekhoff · Hamilton · Jakobsen · Leemreize · Leijnse · Liepiņš · Märkl · Naberman · Onley · Poole · Roosen · Tusveld · van Uden · Vermaerke · Welten · Koerdt (stagiair)